# Светци на мафията
„Светци на мафията“ (на английски: The Many Saints of Newark) е американска криминална драма от 2021 година на режисьора Алън Тейлър, по сценарий на Дейвид Чейз и Лорънс Конър.